# Amparo Pedregal
María Amparo Pedregal Rodríguez (Langreo, 1960- Madrid, 25 de octubre de 2015) fue una profesora e investigadora del feminismo española, en los campos de la historia antigua, historia de las religiones y teología feminista.

## Trayectoria
En 1989, se doctoró en la Universidad de Oviedo bajo la tutoría de Julio Mangas Manjarrés. Parte de su tesis doctoral, La magia en el cristianismo primitivo, fue publicada en el artículo "Jesús de Nazaret y la magia" en la revista El Basilisco.
En 1991, se desempeñó como codirectora de la excavación de Lugo de Llanera junto con Rosa María Cid, Carmen Fernández Ochoa y Paloma García Díaz, experiencia que dio lugar a la publicación del libro Asentamiento romano y necrópolis medieval en Lugo de Llanera.
Además, ha participado en la producción de diversas obras colaborativas como Mujer e investigación (Oviedo 1995), Cambiando el conocimiento: universidad, sociedad y feminismo (Oviedo 1999) y Venus sin espejo: imágenes de mujeres en la Antigüedad clásica y el cristianismo primitivo (Oviedo 2005).En los últimos años, se enfocó en el estudio de las relaciones de dominación de las cristianas, sin dejar de lado el estudio de sus sortilegios y amuletos.
Fue profesora de la Universidad de Oviedo y coordinadora académica del Máster en Género y Diversidad de la cátedra del Instituto Universitario en Género y Diversidad (IUGENDIV). Además, estuvo al frente del Vicedecanato de la Facultad de Filosofía y Letras de dicha universidad, siendo su aportación principal el desarrollo de sucesivos planes de innovación educativa, que se materializa en los avances en el Grado en Historia que se oferta actualmente.
Fue presidenta de la Asociación Española de Investigación de Historia de las Mujeres (AEIHM) y miembro de la Asociación Universitaria de Estudios de las Mujeres.
Falleció en Madrid el 25 de octubre de 2015, tras participar en el Congreso Internacional de la Mujer en el Mediterráneo Antiguo: Género, Poder y Representación celebrado en Murcia.

## Reconocimientos
En 2017, el Ayuntamiento de Oviedo nombró en su honor a una calle ubicada en la ciudad capital asturiana. En 2019, la Universidad de Oviedo realizó un homenaje en su honor como reconocimiento a su trayectoria.
Además, en 2021 el Gobierno del Principado de Asturias bautizó un premio con su nombre para reconocer y difundir la excelencia en obras literarias de ficción y trabajos de investigación elaborados con perspectiva de género.